# Siompin
Siompin is een bestuurslaag in het regentschap Aceh Singkil van de provincie Atjeh, Indonesië. Siompin telt 1595 inwoners (volkstelling 2010).